# ニコラウス・フォン・ヴュルテンベルク
ニコラウス・フォン・ヴュルテンベルク（Nikolaus von Württemberg, 1833年3月1日 - 1903年2月22日）は、ドイツのヴュルテンベルクの王族で、オーストリア＝ハンガリー帝国の軍人。ヴュルテンベルク公（Herzog von Württemberg）。

## 生涯
ヴュルテンベルク公オイゲンとその2番目の妻でホーエンローエ＝ランゲンブルク侯カール・ルートヴィヒの娘であるヘレーネの間の息子として、オーバーシュレージエンのカールスルーエ（現在のポーランド領オポーレ県ナムィスウォフ郡ポクイ）で生まれた。

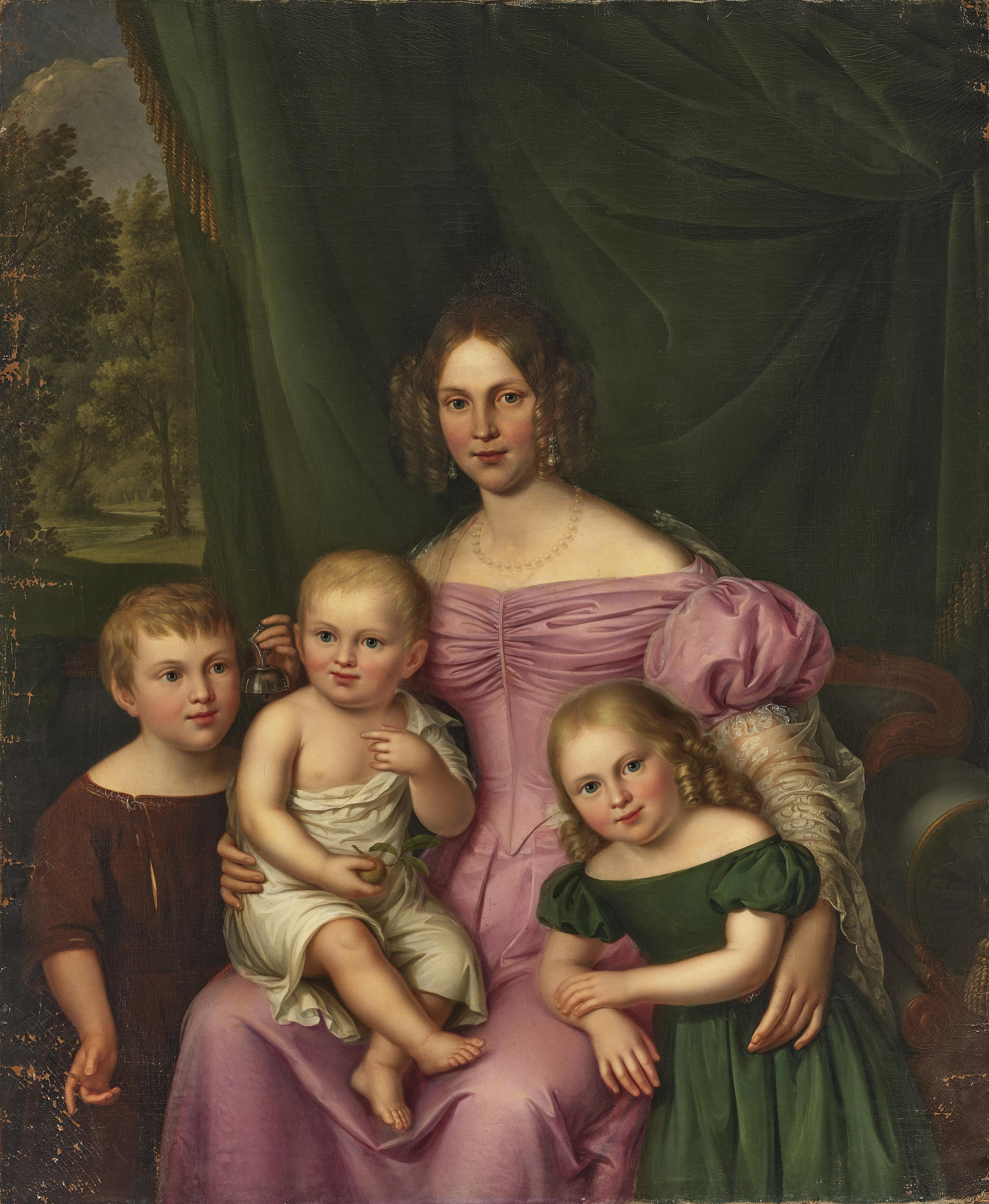
母ヘレーネと兄ヴィルヘルム、姉アレクサンドリーネ、ニコラウス（カール・ローテ画、1834年）

ブレスラウの中等学校を卒業後、ハノーファーの工業高等専門学校に学び、さらにオーストリア軍に仕官した。1860年に陸軍少佐となり、1864年の第二次シュレースヴィヒ＝ホルシュタイン戦争（デンマーク戦争）、1866年の普墺戦争などで戦った。1877年には陸軍少将およびクラカウ駐屯の旅団長に昇進、さらに1882年には陸軍中将およびコモーン駐屯の師団長となった。
1869年に異母兄オイゲンの娘であるヴィルヘルミーネ（1844年 - 1892年）と結婚したが、あいだに子供は生まれなかった。また1855年よりヴュルテンベルク王国貴族院議員の席を与えられたが、1894年にシュトゥットガルトに居を移すまでは議会を欠席し続けた。
1896年に同母兄のヴィルヘルムが死ぬと、ヴュルテンベルク王ヴィルヘルム2世の推定相続人となった。1903年にニコラウスが死ぬと、ヴュルテンベルク家のカールスルーエ系は断絶し、王位継承権はアルツハウゼン系に移った。カールスルーエの所領は国王ヴィルヘルム2世が相続し、国王が1921年に死去すると、王家の家督を継いだアルブレヒト公の次男アルブレヒト・オイゲンに受け継がれた。